# Love in Portofino (Dalida)
Love in Portofino è un album in studio della cantante franco-italiana Dalida, pubblicato nel 1959 da Barclay.

## Tracce
Lato A
1. Love in Portofino
2. C'est ça l'amore
3. Adonis
4. Pilou pilou hé
5. Marina

Lato B
1. Ne joue pas
2. Luna Caprese
3. J'ai rêvé
4. La chanson d'Orphée
5. Elle, lui et l'autre